# Daniel Beale
Pour les articles homonymes, voir Beale.
Daniel Beale est un joueur de hockey sur gazon australien. Il a participé au tournoi masculin aux Jeux du Commonwealth de 2014 où il a remporté une médaille d'or.